# Griesheim-sur-Souffel
Griesheim-sur-Souffel – miejscowość i gmina we Francji, w regionie Grand Est, w departamencie Dolny Ren.
Według danych na rok 1990 gminę zamieszkiwały 1122 osoby, 268 os./km².